# Resolutie 2238 Veiligheidsraad Verenigde Naties
Resolutie 2238 van de Veiligheidsraad van de Verenigde Naties werd op 10 september 2015 unaniem aangenomen door de VN-Veiligheidsraad en verlengde de ondersteuningsmissie in Libië met een half jaar. Deze missie had als opdracht de politieke problemen in dat land te helpen oplossen.

## Achtergrond
Na de val van het regime van kolonel Qadhafi in 2011 werd een nieuw Algemeen Nationaal Congres verkozen om het land te besturen. De oppositie tegen het door islamisten gedomineerde congres was echter groot. Toen het congres begin 2014 zijn eigen legislatuur verlengde, begon een legergeneraal een militaire campagne. Daarop volgden alsnog verkiezingen en kwam de Raad van Volksvertegenwoordigers aan de macht. De islamisten hadden bij die verkiezingen een zware nederlaag geleden, en bleven vasthouden aan het congres. Milities gelieerd aan beide kampen, islamisten en Islamitische Staat bevochten elkaar, en zo ontstond opnieuw een burgeroorlog.

## Inhoud
Op 11 juli 2015 werd in Skhirate een politiek akkoord gesloten tussen de meeste Libische partijen. Op kleine schaal waren al wapenstilstanden, gevangenenruilen en de terugkeer van vluchtelingen afgesproken. Men riep op tot een onmiddellijk en onvoorwaardelijk staakt-het-vuren en benadrukte dat de politieke crisis niet met geweld kon worden opgelost.
Ook werd opgeroepen een regering van nationaal akkoord te vormen en tijdelijke overeenkomsten te sluiten om het land te stabiliseren terwijl het door de VN geleide vredesproces liep. Het mandaat van de ondersteuningsmissie in Libië werd verlengd tot 15 maart 2016.
Steeds meer terreurgroepen in Libië schaarden zich achter IS, naast die welke aan Al Qaida gelieerd waren. Daarnaast circuleerden in Libië veel wapens en munitie.

## Verwante resoluties
- Resolutie 2213 Veiligheidsraad Verenigde Naties
- Resolutie 2214 Veiligheidsraad Verenigde Naties
- Resolutie 2240 Veiligheidsraad Verenigde Naties

Lijst ·  2196 ·  2197 ·  2198 ·  2199 ·  2200 ·  2201 ·  2202 ·  2203 ·  2204 ·  2205 ·  2206 ·  2207 ·  2208 ·  2209 ·  2210 ·  2211 ·  2212 ·  2213 ·  2214 ·  2215 ·  2216 ·  2217 ·  2218 ·  2219 ·  2220 ·  2221 ·  2222 ·  2223 ·  2224 ·  2225 ·  2226 ·  2227 ·  2228 ·  2229 ·  2230 ·  2231 ·  2232 ·  2233 ·  2234 ·  2235 ·  2236 ·  2237 ·  2238 ·  2239 ·  2240 ·  2241 ·  2242 ·  2243 ·  2244 ·  2245 ·  2246 ·  2247 ·  2248 ·  2249 ·  2250 ·  2251 ·  2252 ·  2253 ·  2254 ·  2255 ·  2256 ·  2257 ·  2258 ·  2259